# Heterochelus bipartitus
Heterochelus bipartitus är en skalbaggsart som beskrevs av Hermann Burmeister 1844. Heterochelus bipartitus ingår i släktet Heterochelus och familjen Melolonthidae. Inga underarter finns listade i Catalogue of Life.